# Frans De Mulder
Frans De Mulder (Kruishoutem, 14 december 1937 - Deinze, 5 maart 2001) was een Belgisch wielrenner. Hij kende een korte maar succesrijke profcarrière tussen 1959 en 1963. Zijn mooiste zege was de Ronde van Spanje van 1960. Ook werd hij dat jaar Belgisch kampioen op de weg.
Zijn broer Marcel De Mulder was eveneens wielrenner.

## Belangrijkste overwinningen
1958
- Belgisch kampioen op de weg, Onafhankelijken

1960
- Belgisch kampioen op de weg, Elite
- 4e etappe Ronde van Spanje
- 7e etappe Ronde van Spanje
- 16e etappe Ronde van Spanje
- 17e etappe deel A Ronde van Spanje
- Eindklassement Ronde van Spanje
- 4e etappe Ronde van Luxemburg

1961
- Kampioenschap van Vlaanderen-Koolskamp

1962
- 7e etappe Dauphiné Libéré

1963
- 3e etappe deel B Ronde van België
- Nokere Koerse

## Resultaten in voornaamste wedstrijden
| Jaar | Ronde van Italië | Ronde van Frankrijk | Ronde van Spanje |
| ---- | ---------------- | ------------------- | ---------------- |
| 1959 |                  |                     |                  |
| 1960 |                  |                     | ↑ (4)            |
| 1961 |                  |                     | opgave           |
| 1962 |                  | opgave              |                  |
| 1963 |                  |                     |                  |

| Jaar | Milaan-San Remo | Gent-Wevelgem | Ronde van Vlaanderen | Parijs-Roubaix | Luik-Bast.‑Luik | E3 Harelbeke | Waalse Pijl |  | WK op de weg |
| ---- | --------------- | ------------- | -------------------- | -------------- | --------------- | ------------ | ----------- |  | ------------ |
| 1959 | 4e              | 13e           |                      | 7e             | Brons           |              | 7e          |  |              |
| 1960 | 7e              | Zilver        | 6e                   |                |                 | 5e           |             |  | 15e          |
| 1961 |                 | 46e           |                      |                |                 |              | 11e         |  | 19e          |
| 1962 |                 |               |                      |                |                 | ↑            |             |  |              |
| 1963 | 71e             | 44e           | 12e                  |                |                 |              |             |  |              |